# 异关节总目
異關節總目（學名：Xenarthra），又称貧齒總目。是现存最原始的真兽类，保存真兽类原始特征和独特的特征如脊柱后部的胸椎和腰椎上有附加关节。由于从真兽诞生的初期就已经分化了出去，其成员之间差异较大，成员包括少数有鳞甲的犰狳，行动最慢的树懒及舌头最长的食蚁兽等。原本还包括土豚和穿山甲，但后来证实土豚和穿山甲与此目没有太大关系。本目和多數胎盤類哺乳动物相差都很远，近亲极少。已灭绝的成员包括雕齿兽和大懒兽等。較舊的书籍將本分类列為「貧齒目」（Edentata），但目前已將其提升為總目，並將當中分別較大的分为2个目，分别是有甲目（包括犰狳科和已绝灭的雕齿兽亚科）及披毛目（包括树懒亞目和蠕舌亚目）。

## 分布
是美洲的特产。異關節總目原本仅分布于南美洲，但在南北美洲再次相连后，部分異關節總目成员进入了北美洲。

## 特征
多数有齿（食蚁兽没有牙齿）但无齿根（故名），齿可终生生长。这些牙齿构造简单，没有釉质。不具门牙和犬牙。

## 分類
- 有甲目 Cingulata
  - 犰狳科 Dasypodidae
  - 倭犰狳科 Chlamyphoridae
  - †潘帕兽科 Pampatheriidae
- 披毛目 Pilosa
  - 蠕舌亚目 Vermilingua
    - 侏食蚁兽科 Cyclopedidae
    - 食蚁兽科 Myrmecophagidae

  - 树懒亚目 Folivora
    - †大地懒科 Megatheriidae
    - †懒兽科 Nothrotheriidae
    - 树懒科 Bradypodidae
    - †磨齿兽科 Mylodontidae
    - 二趾树懒科 Choloepodidae